# 两市塘街道
两市塘街道，是中华人民共和国湖南省邵陽市邵东市下辖的一个乡镇级行政单位。

## 行政区划
两市塘街道下辖以下地区：
文化路社区、和平街社区、城南社区、港南路社区、胜利街社区、应山村、高田村、大塘村、古林村、青兰村、峦兴村、联云村、大联村、石桥头村、新上村、新兴村、兴隆村、云山村、双河村、合兴村、永兴桥村、民旺村、新屋村和九江村。